# Val Badia

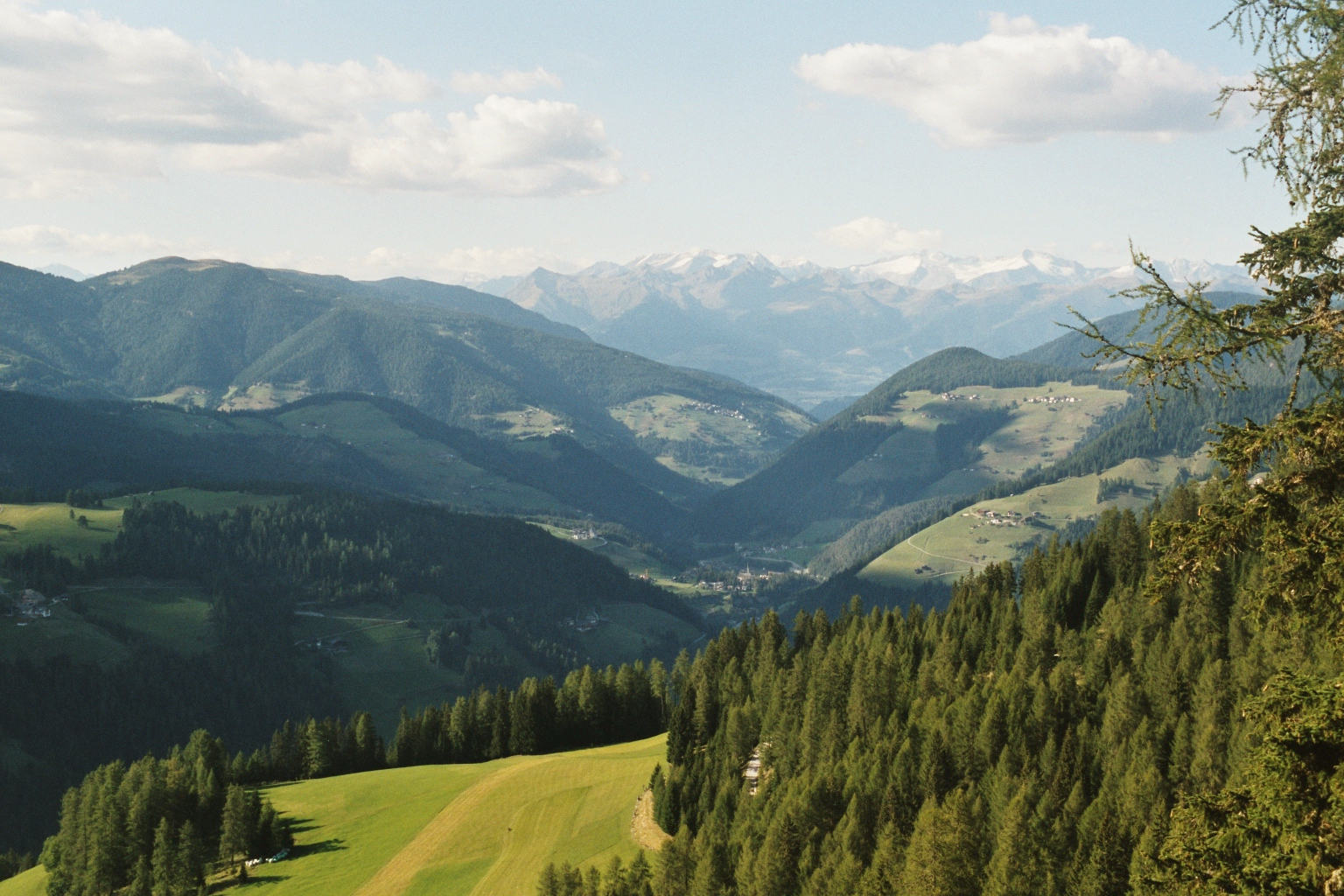
Vista de la vall

Val Badia (alemany Gadertal, italià Val Badia) és una de les valls de Ladínia, als marges del riu Gran Ega, situada administrativament dins el Tirol del Sud. És traversal al Pustertal i acaba al pas Frara, on hi ha la vall Gherdëina. A la part alta de la vall hi ha el complex turístic Alta Badia, dins el complex esportiu hivernal Dolomiti Superski. És travessada per una carretera que fou construïda per presoners russos de la Primera Guerra Mundial.

## Municipis i fraccions
- San Martin de Tor (San Martino de Badia - Sankt Martin in Thurn)
  - Lungiarü (Longiarù - Campill)
- La Val (La Valle - Wengen)
- Corvara (Corvara in Badia - Kurfar)
  - Calfosch (Colfosco - Kolfuschg)
- Badia (Badia - Abtei)
  - Pedraces (Pedraces - Pedratsches)
  - San Linêrt (San Leonardo - Sankt Leonhard)
  - La Ila (La Villa - Stern)
  - San Ćiascian (San Cassiano - Sankt Kassian)
- Mareo (Marebbe - Enneberg)
  - Al Plan de Mareo (San Vigilio di Marebbe - Sankt Vigil in Enneberg)